# Guayabal Aquiche
Guayabal Aquiche är en ort i Mexiko.   Den ligger i kommunen Tantoyuca och delstaten Veracruz, i den sydöstra delen av landet, 240 km norr om huvudstaden Mexico City. Guayabal Aquiche ligger 106 meter över havet och antalet invånare är 494.
Terrängen runt Guayabal Aquiche är platt. Runt Guayabal Aquiche är det ganska tätbefolkat, med 72 invånare per kvadratkilometer. Närmaste större samhälle är Tantoyuca, 9,4 km sydost om Guayabal Aquiche. Trakten runt Guayabal Aquiche består till största delen av jordbruksmark.